# Rue des Chartreux (Bruxelles)
Pour les articles homonymes, voir Rue des Chartreux.
La rue des Chartreux est une voie de circulation urbaine se trouvant dans la partie occidentale du centre historique de la ville de Bruxelles. D’une longueur de quelque 200 mètres elle va de la rue Van Artevelde à la place du Jardin aux fleurs.

## Histoire
La Chartreuse de Bruxelles, refuge urbain des moines de la Chartreuse de Scheut (Anderlecht), se trouvait dans cette rue du XVIe au XIXe siècle. Cela a conduit les habitants de la ville à appeler rue des Chartreux cette voie de circulation.
Aussi bien la chartreuse de Scheut que son refuge urbain ont disparu au XIXe siècle.